# Elatostema dallasense
Elatostema dallasense är en nässelväxtart som beskrevs av R.S.Beaman och Cellin.. Elatostema dallasense ingår i släktet Elatostema och familjen nässelväxter. Inga underarter finns listade i Catalogue of Life.